# Schisandra sphenanthera
Schisandra sphenanthera là một loài thực vật có hoa trong họ Schisandraceae. Loài này được Rehder & E.H.Wilson miêu tả khoa học đầu tiên năm 1913.